# دیوکژدم‌مگسان
دیوکژدم‌مگسان (نام علمی: Dinopanorpidae) نام یک تیره از فراراسته درون‌بال‌داران است.